# Bougainvillia carolinensis
Bougainvillia carolinensis is een hydroïdpoliep uit de familie Bougainvilliidae. De poliep komt uit het geslacht Bougainvillia. Bougainvillia carolinensis werd in 1859 voor het eerst wetenschappelijk beschreven door Mccrady. 